# Associazione Calcio Udinese 1962-1963
Questa pagina raccoglie le informazioni riguardanti l'Associazione Calcio Udinese nelle competizioni ufficiali della stagione 1962-1963.

## Rosa
| N. |                   | Ruolo | Calciatore         |
| -- | ----------------- | ----- | ------------------ |
|    | Svezia (bandiera) | A     | Kurt Andersson     |
|    | Italia (bandiera) | D     | Remo Barbiani      |
|    | Italia (bandiera) | C     | Candido Beretta    |
|    | Italia (bandiera) | A     | Gianmarco Bertuzzi |
|    | Italia (bandiera) | A     | Ariedo Braida      |
|    | Italia (bandiera) | D     | Guglielmo Burelli  |
|    | Italia (bandiera) | C     | Paolo Carosi       |
|    | Italia (bandiera) | C     | Rinaldo Cavasin    |
|    | Italia (bandiera) | P     | Romano Collovati   |
|    | Italia (bandiera) | C     | Claudio Delpin     |
|    | Italia (bandiera) | A     | Ermanno Del Zotto  |
|    | Italia (bandiera) | C     | Giuseppe Del Zotto |
|    | Italia (bandiera) | C     | Luigi Gigante      |
|    | Italia (bandiera) | C     | Odero Gon          |

| N. |                   | Ruolo | Calciatore         |
| -- | ----------------- | ----- | ------------------ |
|    | Italia (bandiera) | A     | Gianni Inferrera   |
|    | Italia (bandiera) | A     | Roberto Manganotto |
|    | Italia (bandiera) | A     | Bruno Mantellato   |
|    | Italia (bandiera) | A     | Nicola Novali      |
|    | Italia (bandiera) | A     | Dimitri Pinti      |
|    | Italia (bandiera) | D     | Claudio Pribaz     |
|    | Italia (bandiera) | A     | Paolo Ritella      |
|    | Italia (bandiera) | C     | Elvio Salvori      |
|    | Italia (bandiera) | C     | Armando Segato     |
|    | Svezia (bandiera) | A     | Arne Selmosson     |
|    | Italia (bandiera) | C     | Vasco Tagliavini   |
|    | Italia (bandiera) | D     | Renato Valenti     |
|    | Italia (bandiera) | D     | Pietro Zampa       |
|    | Italia (bandiera) | P     | Dino Zoff          |

## Risultati

### Campionato

#### Girone di andata
| Arbitro: | Sebastio (Taranto) |

|                  |           |  |
| Lenzi 50’ (rig.) | Marcatori |  |

| Arbitro: | Rancher (Roma) |

|                                        |           |                              |
| Radaelli 10’ Calloni 38’ Calzolari 72’ | Marcatori | 20’ Mantellato 55’ Selmosson |

| Udine 30 settembre 1962 3ª giornata | Udinese        | 0 – 0 | Pro Patria | Stadio Moretti (6000 spett.)\| Arbitro: \| Monti (Ancona) \| |
| Arbitro:                            | Monti (Ancona) |       |            |                                                              |

| Arbitro: | Grignani (Milano) |

|               |           |                                     |
| Andersson 14’ | Marcatori | 61’ (aut.) Gon 70’ (rig.) 88’ Rizzo |

| Arbitro: | De Robbio (Torre Annunziata) |

|                         |           |                    |
| Trevisan 54’ Secchi 66’ | Marcatori | 36’, 42’ Andersson |

| Arbitro: | Carminati (Milano) |

|         |           |              |
| Gon 39’ | Marcatori | 11’ Catalano |

| Arbitro: | Varazzani (Parma) |

|                                     |           |                                                                             |
| Manganotto 42’ Selmosson 61’ (rig.) | Marcatori | 19’, 33’ Oltramari 30’ (aut.) Gigante 46’ Patino 47’ (rig.) 66’, 85’ Nocera |

| Arbitro: | Cataldo (Reggio Calabria) |

|                                          |           |                            |
| Gigante 41’ (aut.) Fusato 45’ Morosi 51’ | Marcatori | 1’ Selmosson 17’ Andersson |

| Arbitro: | Righetti (Torino) |

|                                                                    |           |                          |
| Selmosson 13’, 17’ Campagnoli 27’ (aut.) Pinti 49’ Novali 57’, 62’ | Marcatori | 83’ Campagnoli 86’ Corbi |

| Arbitro: | Di Tonno (Lecce) |

|                            |           |               |
| Bagatti 28’ Cappellaro 68’ | Marcatori | 20’ Andersson |

| Arbitro: | Sebastio (Taranto) |

|               |           |  |
| Selmosson 21’ | Marcatori |  |

| Udine 2 dicembre 1962 12ª giornata | Udinese           | 0 – 0 | Lazio | Stadio Moretti (10000 spett.)\| Arbitro: \| Roversi (Bologna) \| |
| Arbitro:                           | Roversi (Bologna) |       |       |                                                                  |

| San Benedetto del Tronto 16 dicembre 1962 13ª giornata | Sambenedettese | 2 – 2 | Udinese | Stadio Fratelli Ballarin |

| Alessandria 23 dicembre 1962 14ª giornata | Alessandria       | 0 – 0 | Udinese | Stadio Giuseppe Moccagatta (3000 spett.)\| Arbitro: \| Grignani (Milano) \| |
| Arbitro:                                  | Grignani (Milano) |       |         |                                                                             |

| Arbitro: | Babini (Ravenna) |

|                                            |           |  |
| Novali 24’ Beretta 37’ Pinti 66’, 69’, 82’ | Marcatori |  |

| Arbitro: | Monti (Ancona) |

|                          |           |                                     |
| Ghiadoni 1’ Arrigoni 42’ | Marcatori | 72’ Pinti 74’ Novali 83’ Manganotto |

| Udine 13 gennaio 1963 17ª giornata | Udinese          | 0 – 0 | Brescia | Stadio Moretti\| Arbitro: \| Cirone (Palermo) \| |
| Arbitro:                           | Cirone (Palermo) |       |         |                                                  |

| Como 20 gennaio 1963 18ª giornata | Como             | 0 – 0 | Udinese | Stadio Giuseppe Sinigaglia\| Arbitro: \| Babini (Ravenna) \| |
| Arbitro:                          | Babini (Ravenna) |       |         |                                                              |

| Arbitro: | Sebastio (Taranto) |

|            |           |                     |
| Novali 76’ | Marcatori | 88’ (rig.) Pirovano |

#### Girone di ritorno
| Arbitro: | Varazzani (Parma) |

|                                                        |           |  |
| Andersson 12’ Salvori 14’ Baston 30’ (aut.) Carosi 82’ | Marcatori |  |

| Arbitro: | De Robbio (Torre Annunziata) |

|  |           |               |
|  | Marcatori | 29’ Brambilla |

| Arbitro: | Righetti (Torino) |

|             |           |  |
| Regalia 64’ | Marcatori |  |

| Arbitro: | Cataldo (Reggio Calabria) |

|                           |           |  |
| Torriglia 69’ Ronconi 84’ | Marcatori |  |

| Arbitro: | Barolo (Noale) |

|                                       |           |             |
| Salvori 25’ Segato 60’ Manganotto 65’ | Marcatori | 67’ Merkuza |

| Arbitro: | Orlando (Bergamo) |

|              |           |  |
| Catalano 17’ | Marcatori |  |

| Arbitro: | Carminati (Milano) |

|            |           |  |
| Nocera 69’ | Marcatori |  |

| Arbitro: | Ferrari (Milano) |

|                       |           |  |
| Salvori 17’ Pinti 79’ | Marcatori |  |

| Arbitro: | Cirone (Palermo) |

|               |           |            |
| Vivarelli 48’ | Marcatori | 12’ Carosi |

| Arbitro: | Rancher (Roma) |

|            |           |  |
| Novali 35’ | Marcatori |  |

| Arbitro: | Carminati (Milano) |

|              |           |                    |
| Silvagna 17’ | Marcatori | 70’, 79’ Andersson |

| Arbitro: | Roversi (Bologna) |

|                             |           |  |
| Bernasconi 68’ Maraschi 90’ | Marcatori |  |

| Arbitro: | Palazzo (Palermo) |

|                              |           |                         |
| Carosi 42’ Segato 59’ (rig.) | Marcatori | 33’ Napoleoni 66’ Merlo |

| Arbitro: | Marchese (Napoli) |

|             |           |           |
| Burelli 26’ | Marcatori | 3’ Vitali |

| Arbitro: | Orlando (Bergamo) |

|                           |           |             |
| Vanini 67’ Ghersetich 84’ | Marcatori | 70’ Salvori |

| Arbitro: | Pignatta (Torino) |

|                    |           |             |
| Carosi 4’ Pinti 6’ | Marcatori | 88’ Castano |

| Brescia 2 giugno 1963 36ª giornata | Brescia             | 0 – 0 | Udinese | Stadio Mario Rigamonti (15000 spett.)\| Arbitro: \| Gambarotta (Genova) \| |
| Arbitro:                           | Gambarotta (Genova) |       |         |                                                                            |

| Udine 9 giugno 1963 37ª giornata | Udinese          | 0 – 0 | Como | Stadio Moretti\| Arbitro: \| Sbardella (Roma) \| |
| Arbitro:                         | Sbardella (Roma) |       |      |                                                  |

| Arbitro: | Pignatta (Torino) |

|                        |           |                |
| Maioli 38’ Ciccolo 41’ | Marcatori | 44’ Mantellato |

### Coppa Italia
| Arbitro: | Roversi (Bologna) |

|  |           |                                     |
|  | Marcatori | 22’ Galli 43’ Fongaro 90’ Meroni II |

## Statistiche

### Statistiche di squadra
| Competizione | Punti | In casa | In casa | In casa | In casa | In casa | In casa | In trasferta | In trasferta | In trasferta | In trasferta | In trasferta | In trasferta | Totale | Totale | Totale | Totale | Totale | Totale | DR |
| Competizione | Punti | G       | V       | N       | P       | Gf      | Gs      | G            | V            | N            | P            | Gf           | Gs           | G      | V      | N      | P      | Gf     | Gs     | DR |
| ------------ | ----- | ------- | ------- | ------- | ------- | ------- | ------- | ------------ | ------------ | ------------ | ------------ | ------------ | ------------ | ------ | ------ | ------ | ------ | ------ | ------ | -- |
| Serie B      | 34    | 19      | 8       | 8       | 3       | 32      | 20      | 19           | 2            | 6            | 11           | 17           | 28           | 38     | 10     | 14     | 14     | 49     | 48     | +1 |
| Coppa Italia |       | 1       | 0       | 0       | 1       | 0       | 3       | -            | -            | -            | -            | -            | -            | 1      | 0      | 0      | 1      | 0      | 3      | -3 |
| Totale       |       | 20      | 8       | 8       | 4       | 32      | 23      | 19           | 2            | 6            | 11           | 17           | 28           | 39     | 10     | 14     | 15     | 49     | 51     | -2 |

### Statistiche dei giocatori
| Giocatore     | Serie B  | Serie B | Coppa Italia | Coppa Italia | Totale   | Totale |
| Giocatore     | Presenze | Reti    | Presenze     | Reti         | Presenze | Reti   |
| ------------- | -------- | ------- | ------------ | ------------ | -------- | ------ |
| K. Andersson  | 35       | 8       | ?            | ?            | 35+      | 8+     |
| R. Barbiani   | 9        | 0       | ?            | ?            | 9+       | 0+     |
| C. Beretta    | 37       | 1       | ?            | ?            | 37+      | 1+     |
| G. Bertuzzi   | 1        | 0       | ?            | ?            | 1+       | 0+     |
| A. Braida     | 1        | 0       | ?            | ?            | 1+       | 0+     |
| G. Burelli    | 29       | 1       | ?            | ?            | 29+      | 1+     |
| P. Carosi     | 29       | 4       | ?            | ?            | 29+      | 4+     |
| R. Cavasin    | 5        | 0       | ?            | ?            | 5+       | 0+     |
| R. Collovati  | 2        | -3      | ?            | ?            | 2+       | -3+    |
| C. Delpin     | 5        | 0       | ?            | ?            | 5+       | 0+     |
| E. Del Zotto  | 1        | 0       | ?            | ?            | 1+       | 0+     |
| G. Del Zotto  | 8        | 0       | ?            | ?            | 8+       | 0+     |
| L. Gigante    | 7        | 0       | ?            | ?            | 7+       | 0+     |
| O. Gon        | 9        | 1       | ?            | ?            | 9+       | 1+     |
| G. Inferrera  | 3        | 0       | ?            | ?            | 3+       | 0+     |
| R. Manganotto | 28       | 3       | ?            | ?            | 28+      | 3+     |
| B. Mantellato | 12       | 2       | ?            | ?            | 12+      | 2+     |
| N. Novali     | 25       | 6       | ?            | ?            | 25+      | 6+     |
| D. Pinti      | 25       | 8       | ?            | ?            | 25+      | 8+     |
| C. Pribaz     | 1        | 0       | ?            | ?            | 1+       | 0+     |
| P. Ritella    | 1        | 0       | ?            | ?            | 1+       | 0+     |
| E. Salvori    | 14       | 4       | ?            | ?            | 14+      | 4+     |
| A. Segato     | 27       | 2       | ?            | ?            | 27+      | 2+     |
| A. Selmosson  | 21       | 7       | ?            | ?            | 21+      | 7+     |
| V. Tagliavini | 36       | 0       | ?            | ?            | 36+      | 0+     |
| R. Valenti    | 10       | 0       | ?            | ?            | 10+      | 0+     |
| P. Zampa      | 1        | 0       | ?            | ?            | 1+       | 0+     |
| D. Zoff       | 36       | -45     | ?            | ?            | 36+      | -45+   |